# Salacca dransfieldiana
Salacca dransfieldiana är en enhjärtbladig växtart som beskrevs av Mogea. Salacca dransfieldiana ingår i släktet Salacca och familjen Arecaceae. Inga underarter finns listade i Catalogue of Life.